# Estació de Terrassa Est
Terrassa Est és una estació de ferrocarril propietat d'adif situada al barri de la Grípia a l'est de la població de Terrassa, a la comarca del Vallès Occidental. L'estació es troba a la línia Barcelona-Manresa-Lleida i hi tenen parada trens de la línia R4 de Rodalies de Catalunya, operat per Renfe Operadora.
Aquesta estació de la línia de Manresa va entrar en funcionament el 3 de març del 2008 després d'anys de múltiples reivindicacions veïnals. Es tracta d'una estació semisoterrada, situada en trinxera, envoltada per murs verticals de formigó. Consta de dues vies generals amb andanes laterals, dotades de teleindicadors de proper tren, rellotge, megafonia i bancs d'espera situats a la zona coberta. El vestíbul se situa dins de l'edifici de viatgers, al nivell carrer, i s'hi troben les màquines de venda automàtica de bitllets, les barreres tarifàries, la finestreta de venda de bitllets i una cafeteria, atesa pel mateix personal de venda de bitllets. La comunicació entre les andanes i el vestíbul es realitza mitjançant escales, escales mecàniques i ascensors, de manera que l'estació queda totalment adaptada a persones amb mobilitat reduïda. Completen les instal·lacions dos aparcaments per a vehicles al nivell dels carrers de l'entorn.
L'any 2016 va registrar l'entrada de 787.000 passatgers.

## Serveis ferroviaris
| Procedència/Destinació                                  | <                  | Línia         | >        | Procedència/Destinació |
| ------------------------------------------------------- | ------------------ | ------------- | -------- | ---------------------- |
| Rodalia de Barcelona                                    |                    |               |          |                        |
| Sant Vicenç de Calders Vilafranca del Penedès Martorell | Sabadell Nord      |               | Terrassa | Terrassa Manresa       |
| Projectat                                               |                    |               |          |                        |
| Mataró                                                  | Sabadell Can Llong | Línia Orbital | Terrassa | Vilanova i la Geltrú   |